# Anders Loguin
Anders Nicolaus Loguin, född 20 januari 1954, död 3 november 2011, var en svensk musiker (slagverk) och professor i slagverk vid Kungliga Musikhögskolan i Stockholm.
Loguin utbildade sig vid Kungliga Musikhögskolan i Stockholm och tog examen 1977. Kort därefter började han undervisa vid Kungliga Musikhögskolan och var lärare där fram till sin död. År 1984 blev han huvudlärare och professor i slagverk.
Anders Loguin frilansade flitigt i Kungliga Filharmonin, Sveriges Radios symfoniorkester, Kungliga Hovkapellet och andra orkestrar. Under 1979 var han slagverkare i Oslo filharmoniska orkester. Från 1981 var han heltidsanställd i Kroumata[4] som var knuten till Rikskonserter och med ensemblen turnerade han över stora delar av världen.[2]
Loguin lämnade Kroumata 2008. Efter detta startade han en egen ensemble, Glorious Percussion. Glorious Percussion bestod av medlemmar från fyra länder: Loguin och Anders Haag från Sverige, Mika Takehara från Japan, Eirik Raude från Norge och Robyn Schulkowsky från USA. Gruppens namn tog de från verket Glorious Percussion av Sofija Gubajdulina som de uruppförde med Göteborgs Symfoniker under dirigenten Gustavo Dudamel. Senare spelade de samma verk även med Berlinerfilharmonikerna och Los Angeles Philharmonic. 
2008 bildades också trion RoMA med besättningen Roland Pöntinen (piano), Mats Zetterqvist (violin) och Anders Loguin (slagverk).
Anders Loguin var också verksam som dirigent, både i Sverige och utomlands.

## Priser och utmärkelser
- 2002 – Ledamot nr 947 av Kungliga Musikaliska Akademien, från 2004 ledamot av akademiens styrelse[7]
- 2008 – Litteris et Artibus[2]